# Geschiedenis van de bestuurskunde
In de geschiedenis van de bestuurskunde zijn vier fases of generaties van denken over internationale bestuurskunde te onderscheiden: een pregeneratie en drie eigenlijke generaties. De bestuurskunde in Nederland is gegroeid in de 19e eeuw met werken van Laurens Pieter van de Spiegel en Thorbecke, en is verder in de 20ste eeuw tot bloei gekomen (Nelissen, De Goede & Van Twist, 2004).

## Ontwikkelingsfasen

### De pregeneratie

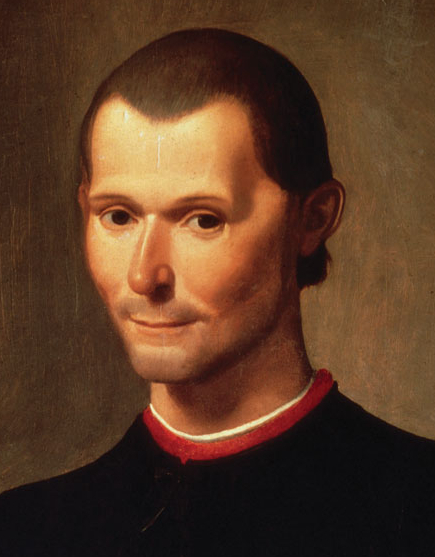
Niccolò Machiavelli (1469-1527).

De pregeneratie omvat denkers als Plato, Machiavelli en de kameralisten.
Tot het ontstaan van nationale staten lag het hoofdaccent op vraagstukken van morele en politieke aard, en op de inrichting van het openbaar bestuur. De werking van dit bestuur was een minder urgent vraagstuk. Machiavelli schreef met het boek Il Principe een boek dat een leidraad voor vorsten behelst. De werking van het bestuur, en niet alleen de inrichting ervan, kreeg in dat boek ook aandacht.
Vanaf de 16e eeuw werd de nationale staat het heersende patroon van bestuurlijke organisatie in West-Europa. Deze staten hadden een organisatie nodig voor verdediging en voor handhaving van de orde, waardoor er behoefte ontstond aan deskundige functionarissen, en aan kennis over belastingen, statistiek, administratie en militaire organisatie. In de 18e eeuw werden er daarom aan de Pruisische universiteiten leerstoelen voor kameralistiek gevestigd. De kameralisten gebruikten een normatief bestuursconcept, gericht op economische sturing door de staat. Kameralisten waren ambtenaren van de vorst, raadslieden in bestuursorganen en leermeesters van hen die tot het hof toetraden. Kameralistiek was de wetenschap die leerde hoe een absolute vorstenstaat bestuurd diende te worden.

### De eerste generatie

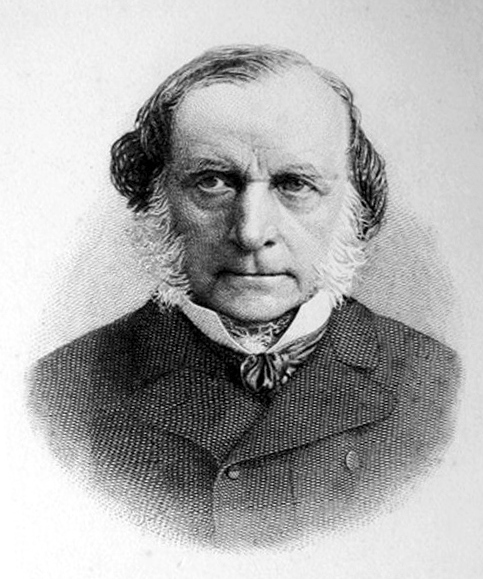
Lorenz von Stein (1815-1890).

Lorenz von Stein was sinds 1855 hoogleraar in Wenen. Hij geldt als de grondlegger van de bestuurskunde. In de tijd van Von Stein werd bestuurskunde vooral gezien als een vorm van bestuursrecht, maar Von Stein vond dat een te beperkte visie. Zijn inzichten waren in een aantal opzichten vernieuwend:
- Hij zag bestuurskunde als een versmelting van stromingen: politieke wetenschappen, kameralistiek, bestuursrecht en staatskunde. Bestuurskunde was in zijn visie een kennisintegrerende wetenschap;
- Bestuurskunde was volgens Von Stein een wisselwerking tussen theorie en praktijk. Hij zag bestuur als overwegend praktisch, maar de theorie moest het uitgangspunt vormen;
- Von Stein meende dat een streven naar verwetenschappelijking van de bestuurskunde noodzakelijk was. Bestuurskundigen moesten zich theoretisch gaan verdiepen.

In de Verenigde Staten was Woodrow Wilson de eerste bestuurskundige van belang. Zijn belang voor de bestuurskunde was groter dan die van Von Stein, en dat is met name te danken aan zijn artikel uit 1887 waarin hij vier zaken bepleit:
- Scheiding tussen politiek en bestuur;
- Beschouwing van de overheid vanuit een bedrijfsmatig perspectief;
- Vergelijkende analyse tussen politieke en private organisaties en politieke stelsels;
- Het bereiken van effectief management door ambtenaren op te leiden en hun kwaliteit te beoordelen.

De scheiding tussen politiek en bestuur die Wilson bepleit is lange tijd een punt van felle discussie geweest, en de standpunten markeren perioden in de bestuurskunde.
Wilson meende dat politiek voorafgaat aan bestuur. Bestuur had volgens hem uitsluitend betrekking op de uitvoering van besluiten die door politieke vertegenwoordigers zijn genomen. Bij die uitvoering speelde politiek geen rol meer. Zijn critici meenden echter dat er tijdens de uitvoering toch keuzen gemaakt moesten worden, bijvoorbeeld over financiën, en dat daardoor politiek ook bij die uitvoering (dus bij het bestuur) wel een rol speelt.

### De tweede generatie

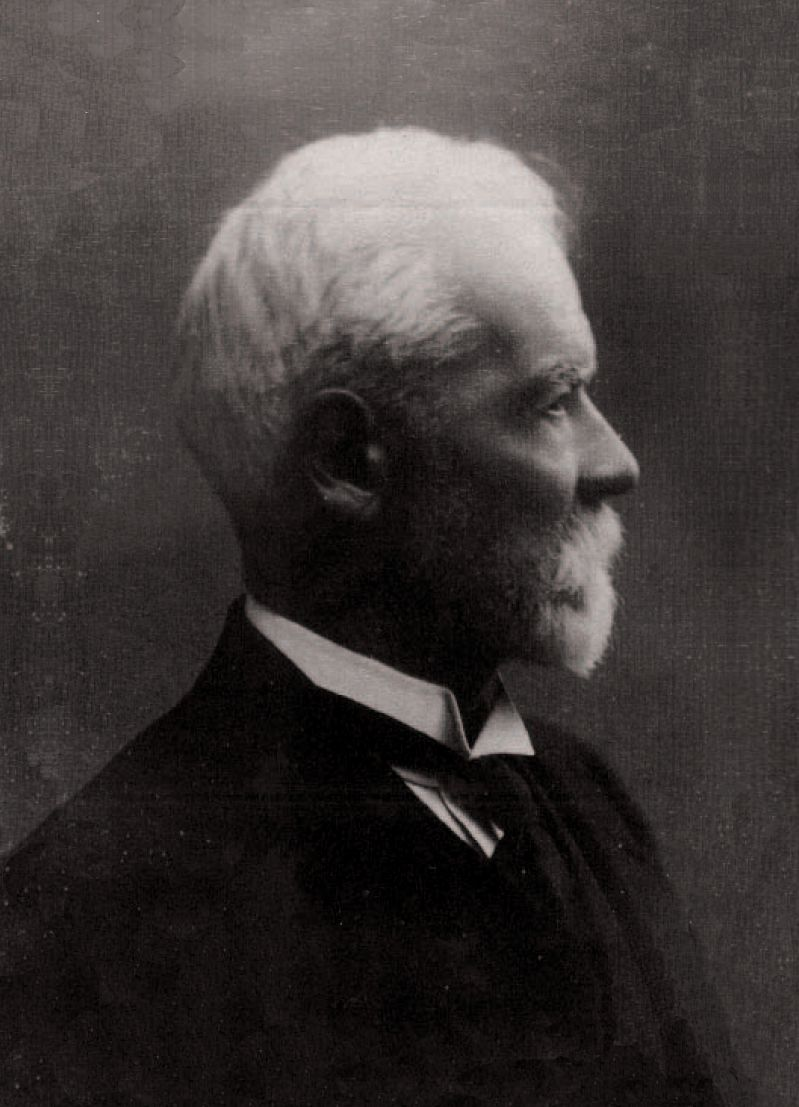
Henri Fayol (1841-1925).

De discussie omtrent het onderscheid tussen politiek en bestuur dat Wilson bepleitte bleef tot 1945 een belangrijke rol spelen.
Luther Gulick en Lyndall Urwick waren de grondleggers van de Science of Administration. Zij gingen uit van het bestuurlijk organisatiedenken van Henri Fayol: de gedachte dat management een vaardigheid is die geleerd kan worden, en dat bedrijven en management zijn te verdelen in functies en activiteiten.
Gulick en Urwick meenden dat de gedachten van Fayol een systematische behandeling van management boden die op dat moment uniek waren. Zij meenden dat dit zowel voor de bedrijfskunde als voor de bestuurskunde kon worden toegepast. Ze wilden de beide studiegebieden niet scheiden maar meenden dat er één bestuurswetenschap kon bestaan die private en publieke grenzen overstijgt. Later zou de Science of Administration zich toch met name op overheidsorganisaties gaan richten.
De redenering van de Science of Administration is grotendeel ontleend aan de veertien organisatieprincipes van Fayol. Goed management begint bij een ver doorgevoerde arbeidsverdeling.

### De derde generatie

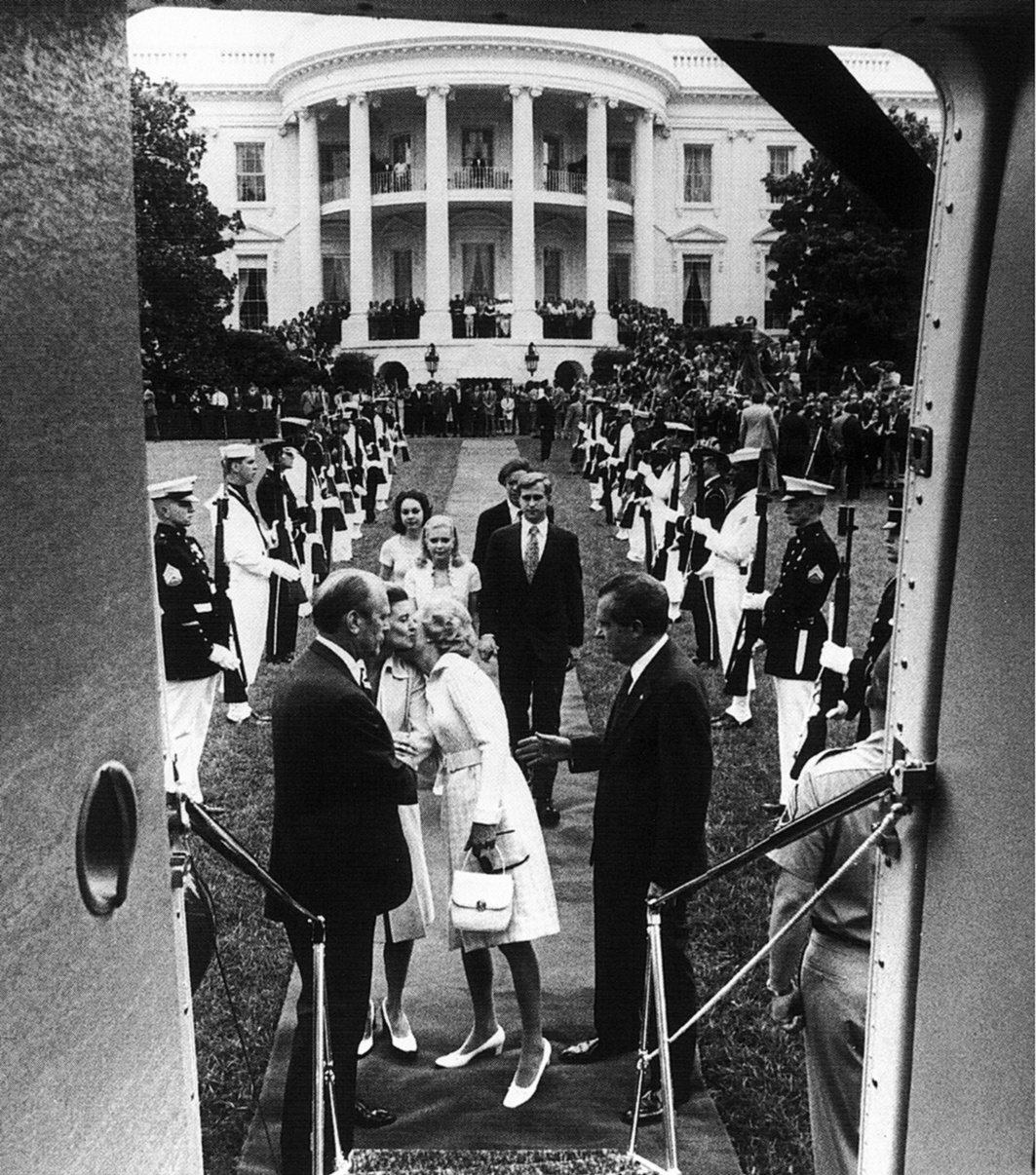
Nixon verlaat het Witte Huis na zijn aftreden.

Na 1945 ontstond de derde generatie die de gedachten van Wilson en van de generatie daarna ter discussie stelde.
De belangrijkste punten van kritiek waren:
- Als bestuurders vrijheid hebben bij de uitvoering, dan geeft die beleidsvrijheid ook ruimte voor politiek. Politiek en bestuur kunnen dus niet zonder meer gescheiden worden;
- In overheidsorganisaties speelt politiek een belangrijkere rol dan in profit-organisaties;
- De principes van bestuur van Gulick en Urwick zijn geen universele principes die zich lenen voor generalisatie. Eerder zijn het criteria voor diagnose en beschrijving van bureaucratische organisaties;
- Bestuurders zijn niet zuiver rationeel, en bestuur is geen technische en waardevrije zaak;
- Efficiëntie is een criterium om de kwaliteit van bestuur te beoordelen, maar het is niet het enige criterium. Doelmatigheid alléén is niet de meest geschikte filosofie voor openbaar bestuur.

Het onderscheid tussen politiek en bestuur werd door de derde generatie aanvankelijk sterk gerelativeerd, maar de discussie zou blijven voortduren. Onder meer door de niet-succesvolle Amerikaanse interventie in Vietnam en door de Watergate-affaire raakte "de politiek" in diskrediet en in de jaren tachtig werd er met name in de Verenigde Staten weer gepleit voor de bureaucratie. Het ambtelijk apparaat zou zich weer moeten losmaken van de politiek.

## Bestuurskunde in Nederland

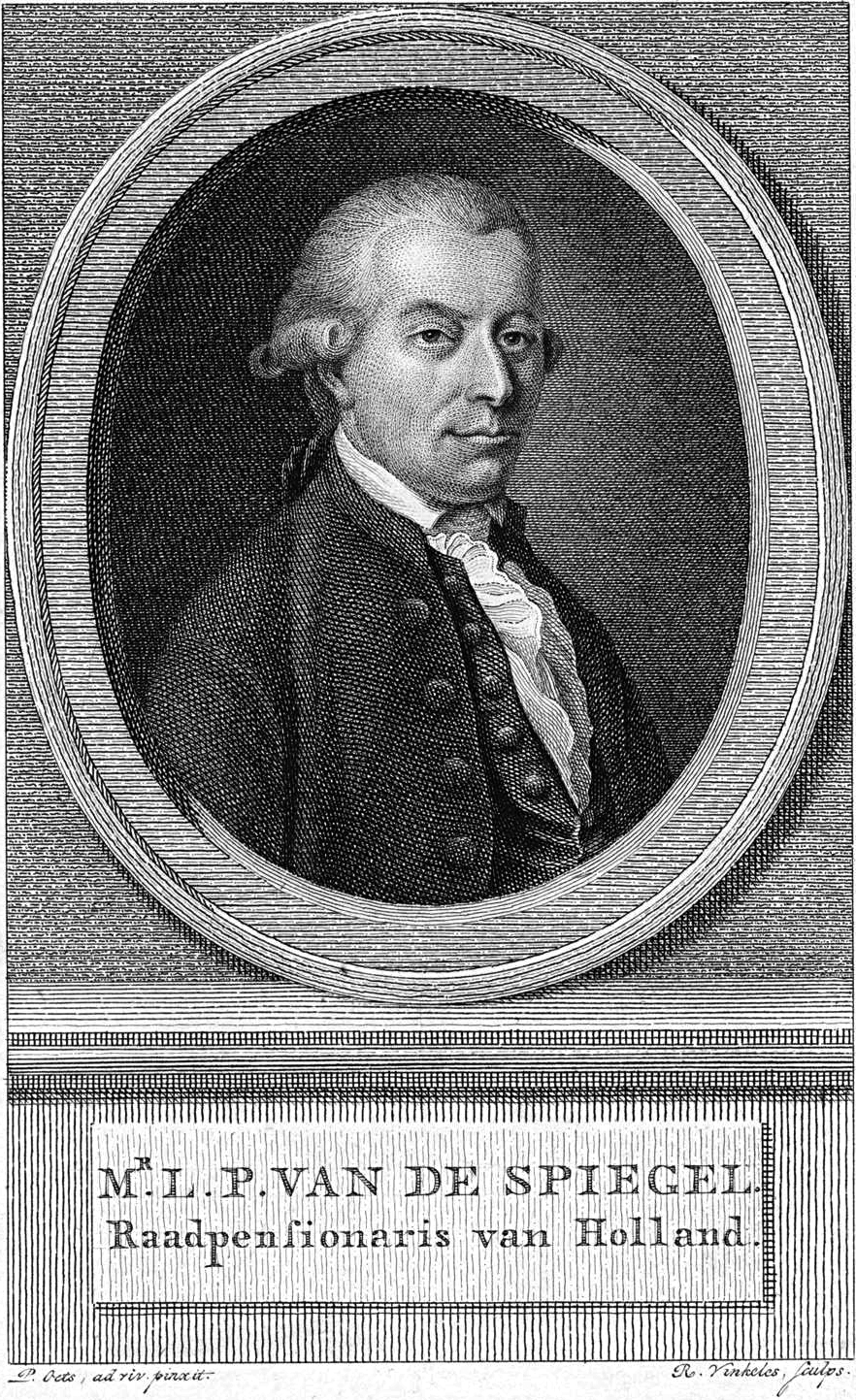
Laurens Pieter van de Spiegel.

Internationaal stonden Von Stein en Wilson aan de wieg van de bestuurskunde. In de Verenigde Staten verscheen de eerste inleiding in de bestuurskunde in 1926. De ontwikkelingen in Nederland liepen daar echter niet achteraan, ze liepen er juist op vooruit. Al in 1801 verscheen de Schets der regeerkunde, in betrekking tot haare oogmerken en middelen van Laurens Pieter van de Spiegel.
Na het verschijnen van het werk van Van de Spiegel zijn er lange tijd geen andere inleidende werken over de bestuurskunde van belang verschenen. Wel waren er werken van Thorbecke, die een rol speelden in het denken over binnenlands bestuur.
Enkele denkbeelden die in de Verenigde Staten van belang waren, gingen ook in Nederland een rol spelen. Het betrof met name het streven naar efficiëntie in bestuur en management (hetgeen leidde tot de oprichting van het Nederlandsch Instituut voor Efficiency in 1925), en de scheiding van politiek en bestuur.
Vanaf 1950 ging de Nederlandse bestuurskunde naar Amerikaans voorbeeld steeds vaker gebruikmaken van sociaal wetenschappelijke methoden van onderzoek.
Pas na 1985 maakte de Nederlandse bestuurskunde zich vrij van Amerikaanse invloed. Inmiddels kan er een heel studieprogramma gevuld worden met literatuur van Nederlandse herkomst.
Als studiegebied is de bestuurskunde in Nederland veel ouder dan als universitair vakgebied. In 1801 kwam de eerste inleiding in de bestuurskunde uit, maar tot 1928 werd er geen bestuurskunde onderwezen aan de universiteiten. Het werd niet nodig geacht, omdat de overheid maar weinig ambtenaren telde.
De eerste Nederlandse hoogleraar bestuurskunde werd in 1928 aangesteld in aan de Nederlandsche Handels-Hoogeschool (de latere Erasmus Universiteit) te Rotterdam. Gerrit van Poelje doceerde de bestuurskunde toen echter slechts als bijvak. De bestuurskunde kende nog geen specialisaties en docenten waren uitsluitend in deeltijd aan de opleiding verbonden. Deze periode wordt daarom de bijvakperiode genoemd.
In Nederland werd de eerste universitaire opleiding bestuurskunde gestart in 1973, aan de Technische Hogeschool Twente (de latere Universiteit Twente). Professor Hoogerwerf toen afkomstig van de Katholieke Universiteit Nijmegen was de drijvende kracht hierachter. De opleiding was georganiseerd rond de vier disciplines: recht, economie, sociologie en politicologie. In latere jaren zijn er meer opleidingen op universitair en later ook op HBO-niveau opgezet. (De eerste HBO-opleiding voor bestuurskunde was de Thorbecke Academie: deze is opgericht in 1986 te Leeuwarden. Inmiddels maakt deze Academie deel uit van de NHL Hogeschool). De discipline heeft zich ontwikkeld tot een zelfstandig vakgebied.
Literatuur
- Nelissen, Nico, Peter de Goede & Mark van Twist, Oog voor openbaar bestuur. Een beknopte geschiedenis van de bestuurskunde, Elsevier, ‘s-Gravenhage, 2004.